# Улица Екатерины Белокур (Чернигов)
Улица Екатерины Белокур (до 2023 года — Мозырская улица) (укр. Вулиця Катерини Білокур) — улица в Новозаводском районе города Чернигова, исторически сложившаяся местность (район) Коты. Пролегает от улицы Тычины до тупика, что южнее автозавода.
Примыкают улицы Николая Неборака, Владимира Дрозда.

## История
Улица проложена после Великой Отечественной войны под названием Мозырская улица — в честь города Мозырь.
С целью проведения политики очищения городского пространства от топонимов, которые возвеличивают, увековечивают, пропагандируют или символизируют Российскую Федерацию и Республику Беларусь, 21 февраля 2023 года улица получила современное название — в честь украинской советской художници Екатерины Васильевны Белокур, согласно Решению Черниговского городского совета № 29/VIII-7 «Про переименование улиц в городе Чернигове» («Про перейменування вулиць у місті Чернігові»).

## Застройка
Улица пролегает в северном направлении с небольшим уклоном на запад. Непарная сторона улицы занята усадебной застройкой, парная — только начало усадебной застройкой, далее большая часть занята коммунальными и промышленными предприятиями. В начале улицы есть проезд к улице Григория Сурабко, где южная сторона занята парной застройкой улицы.
Конец улицы, после примыкания улицы Владимира Дрозда — кладбище бывшего села Коты, поле. Конец улицы без твёрдого покрытия. 
Учреждения: нет